# Jan Čapek (teolog)
Mgr. Jan Čapek (* 14. října 1934 Praha) je český protestantský teolog. Mezi lety 1957 a 1959 absolvoval vojenskou službu. Od 16. listopadu 1959 do 30. listopadu 1965 působil jako vikář v pražském sboru u Salvátora. Krátce po nástupu do sboru byl 19. listopadu 1959 ordinován na faráře. Po salvátorském sboru se stal od 1. prosince 1965 farářem ve sboru v Praze-Dejvicích, jímž byl až do konce března 1971. Od začátku dubna toho roku do konce srpna 1989 působil ve sboru v Sázavě. Posledního 1,5 roku (od 6. dubna 1988 do 30. srpna 1989) byl navíc náměstkem seniora Horáckého seniorátu. Od začátku září 1989 působil v libereckém sboru (nastoupil sem 1. září) a navíc od poloviny listopadu 1990 (od 15. tohoto měsíce) do 14. ledna 1991 zastával funkci seniora Libereckého seniorátu. Od 20. června 1991 se stal náměstkem synodního seniora Pavla Smetany, tedy nejvyššího představitele této církve.